# Sarolta Kovács
Sarolta Kovács (* 12. März 1991 in Tapolca) ist eine ungarische Pentathletin.

## Erfolge
Sarolta Kovács nahm dreimal an Olympischen Spielen teil. Bei ihrem Olympiadebüt 2012 in London kam sie nicht über den 33. Platz hinaus, 2016 in Rio de Janeiro belegte sie am Ende den 16. Rang. Bei den Olympischen Spielen 2020 in Tokio erzielte sie 1368 Punkte, womit sie hinter der Olympiasiegerin Kate French aus Großbritannien und der Litauerin Laura Asadauskaitė als Dritte die Ziellinie überquerte und die Bronzemedaille gewann.
Auch bei Weltmeisterschaften war Kovács sehr erfolgreich. Mit der Mannschaft gewann sie zunächst 2008 in Budapest und 2009 in London die Bronzemedaille, ehe 2011 in Moskau und 2012 in Rom der Gewinn der Silbermedaille gelang. 2015 folgte in Berlin nochmals eine Bronzemedaille, bis Kovács schließlich sowohl 2016 in Moskau als auch 2018 in Mexiko-Stadt mit der Mannschaft Weltmeisterin wurde. Im Staffelwettbewerb gelang ihr bereits 2008 und 2011 der Titelgewinn, außerdem sicherte sie sich in dieser Disziplin 2013 in Kaoshiung Silber. Im Einzel wurde sie 2011 Vizeweltmeisterin und 2016 Weltmeisterin.
Auf kontinentaler Ebene gewann Kovács mit der Mannschaft 2009 in Leipzig und 2012 in Sofia Bronze, 2010 in Debrecen Silber und 2011 in Medway sowie 2018 in Székesfehérvár Gold. Mit der Staffel belegte sie 2007 in Riga und 2018 in Székesfehérvár den dritten Platz, während sie 2010 und 2011 Europameisterin wurde. 2017 sicherte sie sich mit der Mixed-Staffel in Minsk Bronze. Im Einzelwettbewerb kam Kovács zweimal in die Medaillenränge: 2017 wurde sie Vizeeuropameisterin und gewann im Jahr darauf Bronze.